# All Around the World (Oasis)
All Around the World è un singolo del gruppo musicale britannico Oasis, pubblicato il 12 gennaio 1998 come terzo estratto dall'album Be Here Now. È il brano più lungo che gli Oasis abbiano registrato: dura ben 9 minuti e 20 secondi.
È una delle prime canzoni scritte da Noel Gallagher. Della canzone esistono perfino registrazioni risalenti al 1992, due anni prima, quindi, della pubblicazione dell'album di debutto del gruppo, Definitely Maybe. Noel però ne ritardò l'incisione in quanto ai tempi la casa discografica Creation non aveva abbastanza soldi per finanziare un'orchestra di trentasei elementi, come nel progetto di Gallagher.
Del brano esiste una reprise di due minuti e dieci secondi, inserita in chiusura dell'album Be Here Now.

## Video musicale
Il videoclip del brano, diretto dalla coppia Jonathan Dayton e Valerie Faris, è stato ispirato dal film Yellow Submarine dei Beatles, ed e il più costoso mai realizzato finora per una canzone degli Oasis. Il video mostra la band all'interno di una navicella spaziale di colore giallo che ruota "intorno al mondo". Questa navicella, insieme all'ambientazione esterna, è stata realizzata completamente al computer da un gruppo di ventiquattro esperti. Per montare tutte le immagini con la band che esegue il brano dentro la navicella ci sono volute più di sei settimane.
Il video di All Around the World ha ottenuto una candidatura ai Grammy Awards nella categoria miglior video musicale dell'anno.

## Tracce CD
1. All Around the World – 9:38
2. The Fame – 4:35
3. Flashbax – 5:07
4. Street Fighting Man – 3:54 (Jagger/Richards)

## Formazione
- Liam Gallagher - voce, tamburello
- Noel Gallagher - chitarra solista, chitarra acustica, cori
- Paul Arthurs - chitarra ritmica
- Paul McGuigan - basso
- Alan White - batteria

### Altri musicisti
- Mark Feltham - armonica
- Mike Rowe - pianoforte
- Nick Ingman - archi, ottoni
- Richard Ashcroft - cori

## Classifiche
| Classifica (1998)         | Posizione massima |
| ------------------------- | ----------------- |
| Canada                    | 20                |
| Finlandia                 | 3                 |
| Germania                  | 84                |
| Irlanda                   | 1                 |
| Italia                    | 3                 |
| Norvegia                  | 9                 |
| Nuova Zelanda             | 24                |
| Paesi Bassi               | 47                |
| Regno Unito               | 1                 |
| Stati Uniti (alternative) | 15                |
| Svezia                    | 7                 |